# Heraclia euphemia
Heraclia euphemia is een vlinder uit de familie van de uilen (Noctuidae). De wetenschappelijke naam van deze soort is voor het eerst voorgesteld als Phalaena Noctua Euphemia door Caspar Stoll in een publicatie uit 1781.
De soort komt voor in een groot deel van tropisch Afrika waaronder Senegal, Gambia, Guinee, Liberia, Ivoorkust, Ghana, Nigeria, Soedan, Centraal Afrikaanse Republiek, Congo-Kinshasa, Oeganda, Kenia, Angola en Zuid-Afrika.